# Halilbağı, Beylikova
Halilbağı là một xã thuộc huyện Beylikova, tỉnh Eskişehir, Thổ Nhĩ Kỳ. Dân số thời điểm năm 2011 là 249 người.